# Sabrina Online
Sabrina Online är en webbserie skapad av Eric W. Schwartz gjorde debut 1996. Serien handlar om skunken Sabrina och hennes äventyr. Serien, och i synnerhet titelfiguren, är omtyckt inom furrykretsar. Serien uppdateras med ett varierande antal strippar en gång i månaden.

## Utgivning
"Sabrina Online" har publicerats i samlingsvolymer av det brittiska förlaget United Publications. Varje volym innehåller ett års strippserier plus extramaterial som till exempel fanart. Hittills har åtta volymer släppts:
- "Sabrina Online Year One" innehåller för- och efterord av Eric W. Schwartz, 16 sidor seriestrippar samt fanart av Max Black Rabbit, John Barret och Chen Daremo Long. Albumet är häftat längs den långsida som utgör albumets överkant.
- "Sabrina Online Year 2"
- "Sabrina Online Year 3 - New Blood" introducerar kort tre figurer ur seriens figurgalleri i text, och innehåller dessutom förord av Eric W. Schwartz, 18 sidor seriestrippar, samt fanart av Claire Garza, Shawntae Howard, David Koppen, Nobuhiko Abe, Max Black Rabbit, Ken Singshow, Style Wager, Grrrwolf och en japansk tecknare under pseudonymen EMR.
- "Sabrina Online Year 4 - Life, Love, and Labor" introducerar ytterligare två figurer i text, följt av en sammanfattning av tidigare händelser och hela 29 sidor seriestrippar. Extramaterialet i albumet utgörs både av en specialserie med titeln "The Wedding" om Sabrinas rumskompisars bröllop och fanart av Max Black Rabbit, Matthew Ford, Megan Giles, Ken Singshow och Nick Southam.
- "Sabrina Online Year 5 - Adventures In Dating" innehåller ett kort förord av Eric W. Schwartz, 29 sidor seriestrippar, fanart av Ken Singshow, Max Black Rabbit, gNAW och Brian & Stuart Burke. Dessutom inkluderar detta album, om man vänder på det och öppnar det bakifrån, en introduktion till den tidigare seriestrippen av Schwartz om Sabrina, "Sabrina at See-CAD", samt en kompilation av dessa gamla seriestrippar.
- "Sabrina Online Year 6 - Perils of Day Care" innehåller det sedvanliga förordet, 24 seriesidor, 6 sidor "outtakes" som till stor del innehåller metahumor, och fanart av gNAW, Daremo-Long Chen, Tania Walker, Marcy Osedo, Ken Singshow, Max Black Rabbit och David Koppen.
- "Sabrina Online Year 7 - Parental Discretion Advised" innehåller förord av Eric W. Schwartz, 20 sidor seriestrippar, en sexsidig demonstration av hemsidan Sabrina underhåller åt sin arbetsgivare, samt fanart av Mat Sherer, Ken Singshow, Matthew Ford, Daremo-Long Chen och Max Black Rabbit, som dock är mer utspridd i den här volymen än vad som tidigare varit fallet.
- "Sabrina Online Year 8 - Fast and Furious", innehåller bland annat serien "A typical day in the life of Sabrina" som extramaterial.